# Jonaspyge jonas
Espèce
Jonaspyge jonas est une espèce de lépidoptères de la famille des Hesperiidae, de la sous-famille des Pyrginae et de la tribu des Pyrrhopygini.

## Dénomination
Jonaspyge jonas a été nommé par Cajetan Freiherr von Felder et Rudolf Felder en 1859 sous le nom initial de Pyrrhopyge jonas.

### Nom vernaculaire
Jonaspyge jonas se nomme Scallop-edged Firetip en anglais.

## Description
Jonaspyge jonas est un papillon au corps trapu gris à tête et extrémité de l'abdomen jaune orangé à rouge. 
Les ailes sont de couleur bleue à bleu nuit foncé brillant avec une frange blanche.

## Écologie et distribution
Jonaspyge jonas est présent au Mexique, au Guatemala et au Nicaragua,.

### Protection
Pas de statut de protection particulier.